# Сантос (футбольний клуб, Тарту)
ФК «Сантос» Тарту (ест. Tartu Football Club Santos) — естонський футбольний клуб з міста Тарту, заснований у 2006 році. Виступає в Есіліізі. Домашні матчі приймає на стадіоні «Тарту Аннелінна», потужністю 1 600 глядачів.
У сезоні 2014—2015 років Ліги Європи УЄФА клуб був учасником 1-го кваліфікаційного раунду турніру.